# Kalač (gastronomia)

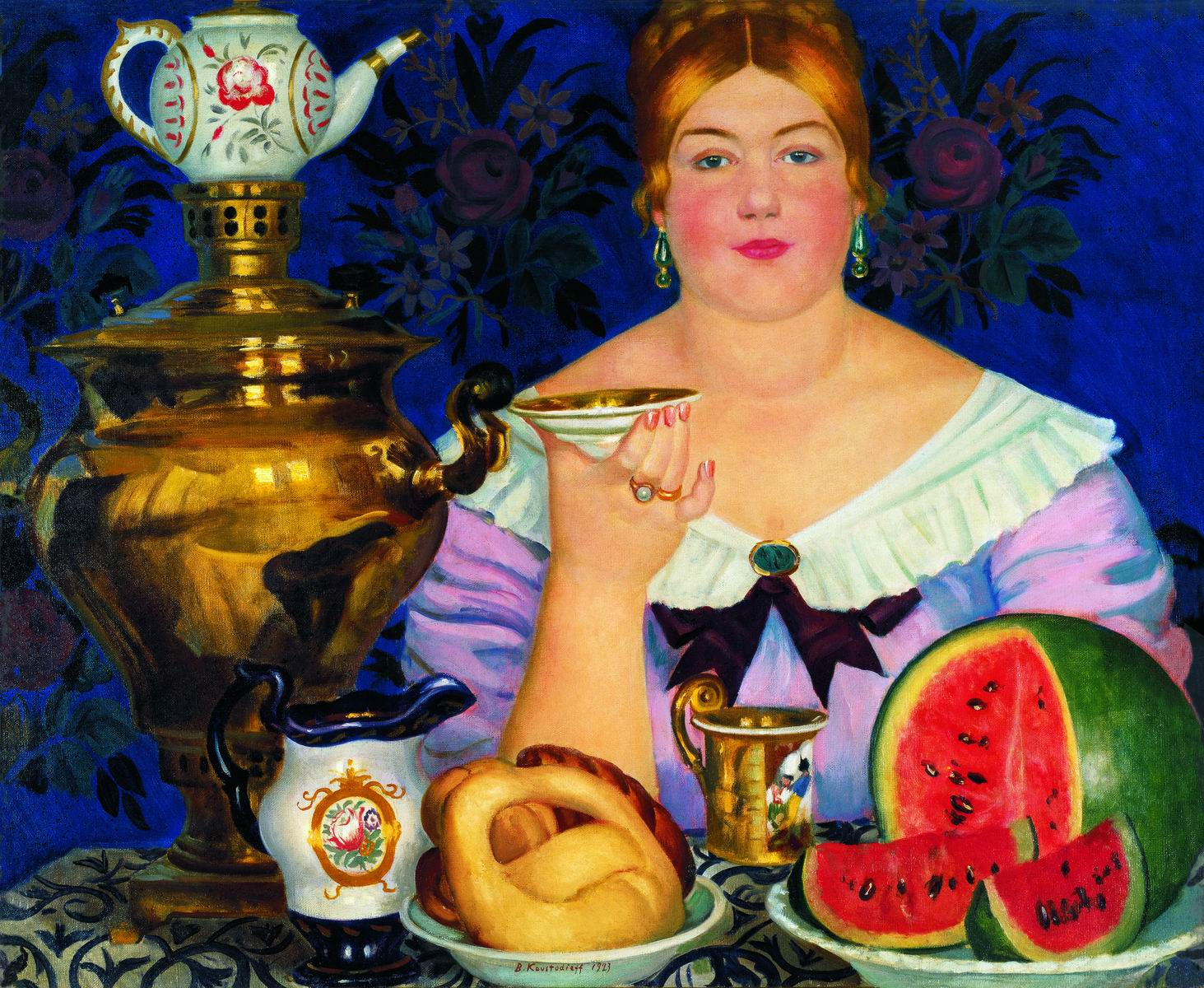

Il kalač (in russo калач?; in ucraino колач?, kolač) è un tipo di pane bianco ucraino, russo fatto con farina di frumento e modellato a forma di maniglia. Viene consumato durante il periodo pasquale.